# Bernhard Weiss (Theologe)

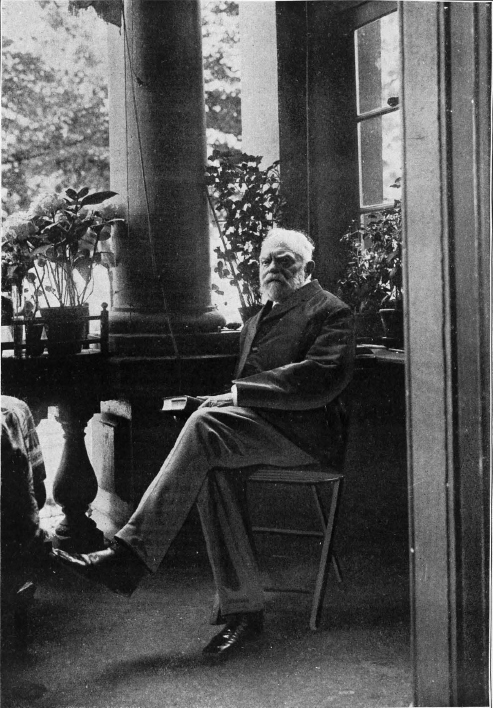
Bernhard Weiss, 1907

Bernhard Weiss

Karl Philipp Bernhard Weiss (* 20. Juni 1827 in Königsberg; † 14. Januar 1918 in Berlin) war ein deutscher evangelischer Theologe. Er war Exeget und Erforscher der Textgeschichte des Neuen Testaments. 

## Leben
Weiss begann das Theologiestudium an der Albertus-Universität Königsberg und wurde 1844 Mitglied der Hochhemia. Er wechselte an die Friedrichs-Universität Halle und später an die Friedrich-Wilhelms-Universität Berlin.
1852 wurde er außerordentlicher Professor in Königsberg. 1862 folgte er dem Ruf der Christian-Albrechts-Universität Kiel auf einen Lehrstuhl; dort war er 1876/77 Rektor. 1877 wechselte er nach Berlin. 1880 wurde er zum Oberkonsistorialrat ernannt.
1902 veröffentlichte Weiss seine Übersetzung des Neuen Testaments, wobei er die Übersetzung Martin Luthers an die zwischenzeitlich gewonnenen textkritischen und sprachlichen Erkenntnisse anpasste. Seine textkritischen Arbeiten sind heute weitgehend in Vergessenheit geraten. In jahrelanger Arbeit untersuchte er Tausende von Varianten in den Unzialhandschriften des griechischen Neuen Testaments und bewertete sie nach textkritischen und exegetischen Grundsätzen.  Trotz unterschiedlicher Methodik ist der resultierende Text dem von Brooke Foss Westcott und Fenton John Anthony Hort sehr ähnlich. In seinem Novum Testamentum Graece benutzte Eberhard Nestle ab der dritten Auflage die Ausgabe von Weiss neben den Textausgaben von Westcott und Hort und Konstantin von Tischendorf.
Er heiratete Hermine Luise Pauline Dewitz von Woyna (* 10. März 1836; † 21. April 1893), eine Tochter des Generalmajors Johann Wilhelm Leopold Dewitz von Woyna. Deren Sohn Johannes (1863–1914) war ebenfalls neutestamentlicher Exeget.

## Werke
- Lehrbuch der biblischen Theologie des Neuen Testaments. Hertz, Berlin 1868; 7., verb. Auflage 1903.
- Das Leben Jesu. Hertz, Berlin 1882; 4. Aufl. 1902.
- Lehrbuch der Einleitung in das Neue Testament. Hertz, Berlin 1886; 3. Aufl. 1897.
- Das Neue Testament. Berichtigter Text. 3 Bde., 1902.
- Die Religion des Neuen Testaments. Cotta, Stuttgart und Berlin 1903; 2. Aufl. 1908.
- Die Quellen des Lukasevangeliums. Cotta, Stuttgart und Berlin 1907.
- Aus neunzig Lebensjahren: 1827–1918, hrsg. von Hansgerhard Weiß. Koehler & Amelang, Leipzig 1927.